# Elena Verdugo
Elena Angela Verdugo (Paso Robles, Kalifornia, 1925. április 20. – Los Angeles, Kalifornia, 2017. május 30.) amerikai színésznő.

## Filmjei

### Mozifilmek
- The Moon and Sixpence (1942)
- Rainbow Island (1944)
- Frankenstein háza (House of Frankenstein) (1944)
- The Frozen Ghost (1945)
- A kis óriás (Little Giant) (1946)
- Strange Voyage (1946)
- Song of Scheherazade (1947)
- Shed No Tears (1948)
- El Dorado Pass (1948)
- The Big Sombrero (1949)
- Tuna Clipper (1949)
- The Lost Tribe (1949)
- The Sky Dragon (1949)
- The Lost Volcano (1950)
- Snow Dog (1950)
- Cyrano de Bergerac (1950)
- Gene Autry and The Mounties (1951)
- Thief of Damascus (1952)
- Jet Job (1952)
- The Pathfinder (1952)
- The Marksman (1953)
- Panama Sal (1957)
- Day of the Nightmare (1965)
- How Sweet It Is! (1968)
- Angel in My Pocket (1969)
- A főnök fia (The Boss' Son) (1978)

### Tv-filmek
- The Flim-Flam Man (1969)
- Bizalmi állásban (The Alpha Caper) (1973)
- The Return of Marcus Welby, M.D. (1984)
- Suburban Beat (1985)

### Tv-sorozatok
- Dangerous Assignment (1952, három epizódban)
- Schlitz Playhouse of Stars (1952, egy epizódban)
- Big Town (1952, egy epizódban)
- Meet Millie (1952–1955, 78 epizódban)
- Cavalcade of America (1953, egy epizódban)
- General Electric Theater (1953, egy epizódban)
- The Red Skelton Show (1956–1960, négy epizódban)
- The Bob Cummings Show (1958–1959, két epizódban)
- Steve Canyon (1959, egy epizódban)
- The Gale Storm Show: Oh! Susanna (1959, egy epizódban)
- Law of the Plainsman (1959, egy epizódban)
- Rawhide (1959, egy epizódban)
- Route 66 (1962, egy epizódban)
- 77 Sunset Strip (1963, egy epizódban)
- Redigo (1963, tíz epizódban)
- The New Phil Silvers Show (1964, nyolc epizódban)
- Petticoat Junction (1964, egy epizódban)
- Many Happy Returns (1964–1965, hét epizódban)
- Mona McCluskey (1965–1966, 26 epizódban)
- Iron Horse (1967, egy epizódban)
- Mannix (1967, egy epizódban)
- Ironside (1968, egy epizódban)
- Daniel Boone (1969, egy epizódban)
- Love, American Style (1969, 1973, két epizódban)
- Marcus Welby, M.D. (1969–1976, 169 epizódban)
- Owen Marshall, Counselor at Law (1971, 1974, két epizódban)
- Emerald Point N.A.S. (1984, egy epizódban)
- Scarecrow and Mrs. King (1984, egy epizódban)